# Santa (Ilocos Sul)
Santa é um município de  quarta classe de renda municipal (d) na província Ilocos Sul, nas Filipinas. De acordo com o censo de 1 de maio  de  2020 possui uma população de 14 992 pessoas e 3 661 domicílios.